# Протионамид
Протионамид — тиоамид, производное изоникотиновой кислоты. Противотуберкулезный препарат II ряда. Жёлтое кристаллическое вещество. Практически нерастворим в воде, мало растворим в эфире и хлороформе, растворим в этиловом и метиловом спирте.

## Нозологическая классификация (МКБ-10)
- A15-A19 Туберкулез

## Фармакология
Фармакологическое действие - противотуберкулезное.
Блокирует синтез миколевых кислот, являющихся важнейшим структурным компонентом клеточной стенки микобактерий туберкулеза; обладает свойствами антагониста никотиновой кислоты. В высокой концентрации нарушает синтез белка микробной клетки. Оказывает бактериостатическое действие. Активен, особенно в кислой среде, в отношении быстро и медленно размножающихся Mycobacterium tuberculosis, расположенных вне- и внутриклеточно. В высоких концентрациях действует на Mycobacterium leprae и некоторые атипичные микобактерии. Усиливает фагоцитоз в очаге специфического воспаления. В процессе лечения быстро возникает устойчивость микроорганизмов, отмечается полная перекрестная резистентность к этионамиду. Тормозит развитие резистентности к другим противотуберкулезным средствам. Переносится лучше, чем этионамид.
Быстро всасывается из ЖКТ, Cmax в крови достигается через 2–3 ч после приема внутрь. Легко проникает в здоровые и патологически измененные ткани (туберкулезные очаги, в т.ч.инкапсулированные, каверны в легких, серозный и гнойный плевральный выпот, спинно-мозговую жидкость при менингите), проникает через плацентарный барьер. Метаболизируется в печени, частично превращается в сульфоксид, обладающий туберкулостатической активностью. T1/2 составляет 2–3 ч. Выводится преимущественно почками, до 15–20% экскретируется в неизмененном виде.

## Применение вещества Протионамид
Туберкулез (легочные и внелегочные формы, при плохой переносимости или резистентности к лечению противотуберкулезными ЛС I ряда): инфильтративные, язвенные и экссудативные процессы.

## Противопоказания
Гиперчувствительность, острый гастрит, язвенная болезнь желудка и двенадцатиперстной кишки, язвенный колит, цирроз печени и другие заболевания печени в фазе обострения, хронический алкоголизм, почечная недостаточность, детский возраст (не рекомендуется назначать детям до 14 лет).

## Ограничения к применению
Сахарный диабет, печеночная недостаточность.

## Применение при беременности и кормлении грудью
При беременности противопоказано; протионамид проходит через плаценту. На время лечения следует прекратить грудное вскармливание (данных о проникновении в грудное молоко нет).

## Побочные действия вещества Протионамид
Со стороны нервной системы и органов чувств: головокружение, головная боль, нарушение концентрации внимания, парестезия, галлюцинации, возбуждение, тревожность, сонливость или бессонница, депрессия, слабость.
Со стороны органов ЖКТ: диспептические явления (металлический привкус во рту, отрыжка с тухлым запахом, тошнота, рвота), анорексия, сухость во рту или гиперсаливация, диарея, метеоризм, боль в животе, гепатотоксические реакции вплоть до развития гепатита.
Прочие: тахикардия, нарушение менструального цикла, уменьшение массы тела, эпизоды гипогликемии у больных сахарным диабетом, кожные и другие аллергические реакции.

## Взаимодействие
Усиливает токсический эффект алкоголя. При использовании одновременно с другими противотуберкулезными средствами проявляется синергизм по отношению к главному действию. При одновременном приеме с изониазидом, рифампицином и пиразинамидом увеличивается риск гепатотоксичности, с циклосерином — учащаются судороги. Во время лечения у больных сахарным диабетом следует откорректировать дозу инсулина или пероральных гипогликемических средств. Для уменьшения риска развития побочных действий, сочетают с приемом витамина B6 в дозе 150–300 мг/сут.

## Пути введения
Внутрь.

## Меры предосторожности вещества Протионамид
Курс рекомендуется начинать после определения бактериологической чувствительности и назначать дозу на основании индивидуальной чувствительности и переносимости.
Перед лечением необходимо исследование ЖКТ и функции печени. Во время лечения следует ежемесячно контролировать уровень активности печеночных трансаминаз, гамма-глутаматтрансферазы и щелочной фосфатазы, пациентам с сахарным диабетом — регулярно определять уровень гликемии.
На время лечения следует воздержаться от употребления алкоголя. С осторожностью применять водителям транспортных средств и людям, деятельность которых требует повышенной концентрации внимания.